# 9-voltsbatteri

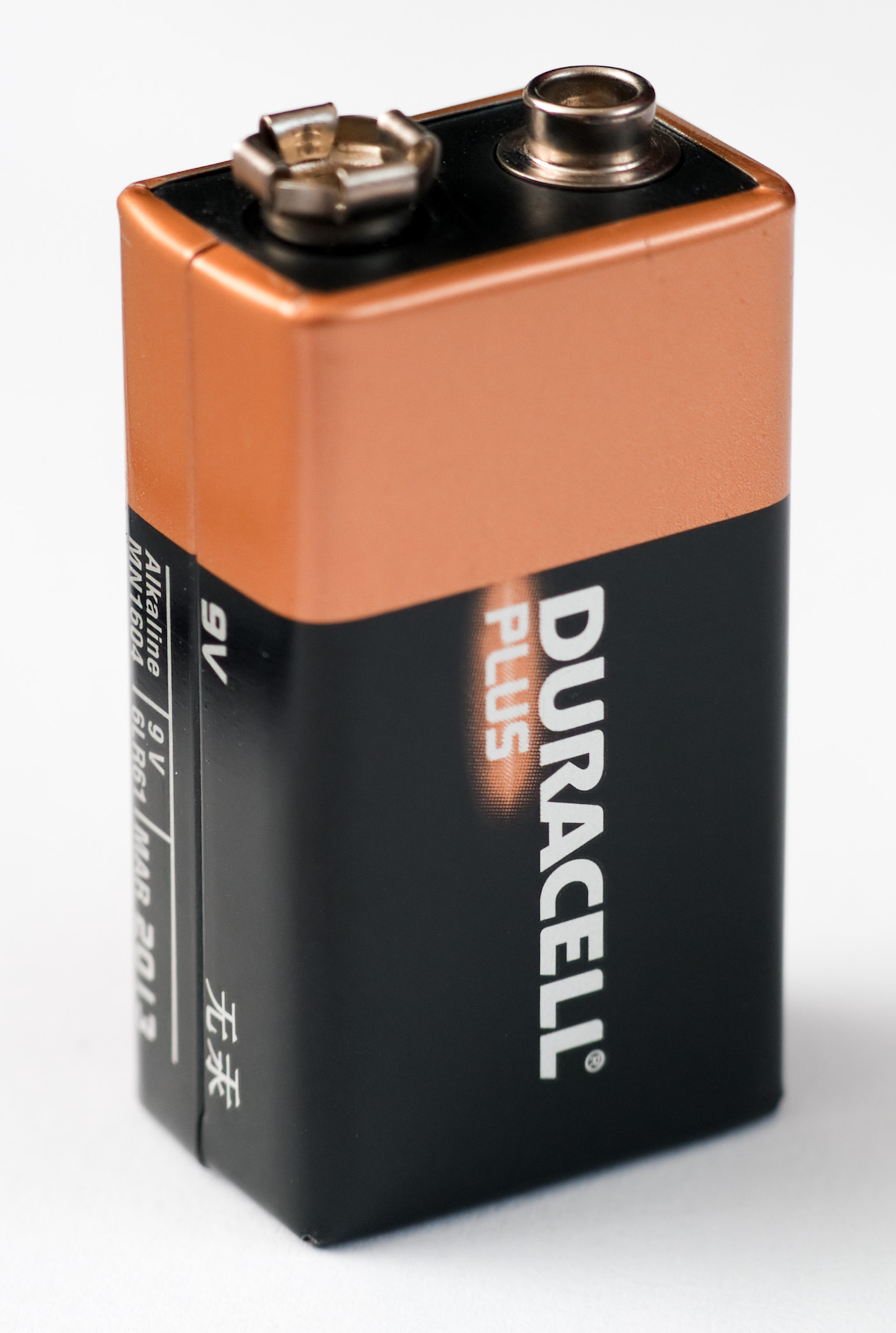
PP3 (9 volt)-batteri

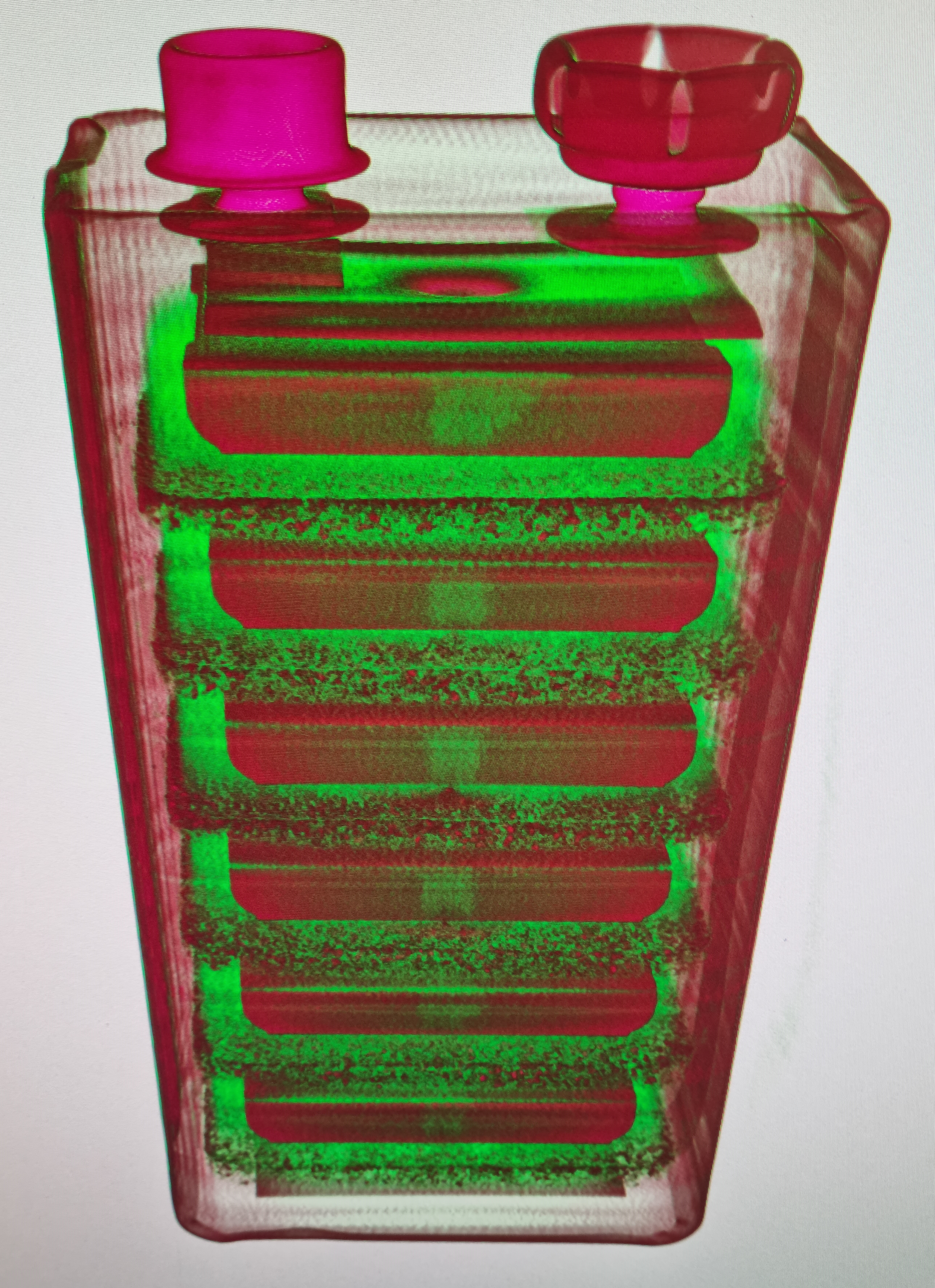
3d datortomografibild av 9-voltsbatteri som visar dess interna uppbyggnad med sex 1,5 volts celler.

9-voltsbatteri är en typ av batteri som introducerades för tidiga typer av transistorradioapparater. Den typ som syns på bilden är designerad NEDA 1604, IEC 6F22 och "Ever Ready" typ PP3 (zink-kol) eller MN1604 6LR61 (alkaliskt).
En annan typ av 9-voltsbatteri som används i vissa transistorradioapparater är av samma storlek som två sammanslagna 4,5-voltsbatterier (batteri 3R12), men innehåller sex på varandra staplade element (6F100/PP9).